# José de Jesús Martín del Campo
José de Jesús Martín del Campo Castañeda (Ciudad de México; 20 de diciembre de 1947) es un político y activista mexicano, miembro del Movimiento Regeneración Nacional (MORENA).

## Trayectoria
Fue líder en el movimiento estudiantil de 1968. Fue diputado en la LVII Legislatura del Congreso de la Unión de México por el Partido de la Revolución Democrática (PRD) y subsecretario de la Tesorería del Distrito Federal y Consejero Emérito de ese partido.
Durante el I Consejo Nacional del Movimiento Regeneración Nacional, celebrado en el Deportivo Plan Sexenal, en la Ciudad de México, fue elegido Secretario del Trabajo del Comité Ejecutivo Nacional de MORENA para el periodo 2012-2015. Fue candidato a la jefatura delegacional por MORENA a la delegación Iztacalco. 
En 2018 fue elegido como diputado en la I Legislatura del Congreso de la Ciudad de México, siendo seleccionado por 66 legisladores como presidente de la Mesa Directiva de dicho órgano.

## Polémicas
Martín del Campo fue parte de una polémica cuando el 2 de julio de 2019 insultó a diputados del PRD en un debate sobre la operación de la Guardia Nacional en la Ciudad de México y dejó el micrófono de la tribuna principal. Por ello diputados del PRD pidieron una investigación contra el legislador.